# Xenia, Ohio
Xenia là một thành phố thuộc quận Greene, tiểu bang Ohio, Hoa Kỳ. Năm 2010, dân số của thành phố này là 25719 người.

## Dân số
- Dân số năm 2000: 24164 người.
- Dân số năm 2010: 25719 người.